# Naftalocianin
A naftalocianin heterociklusos vegyület, a ftalocianin egyik származéka, melyet az IBM az általa fejlesztett molekuláris logikai kapu egyik alkotóelemeként használ.
A naftalocianin volt az első molekula, melynek töltéseloszlásáról – 2011 novemberében – képet készítettek.
Származékai felhasználhatók lehetnek a rák fotodinámiás kezelésében is.

## Fordítás
Ez a szócikk részben vagy egészben a Naphthalocyanine című angol Wikipédia-szócikk ezen változatának fordításán alapul.  Az eredeti cikk szerkesztőit annak laptörténete sorolja fel. Ez a jelzés csupán a megfogalmazás eredetét és a szerzői jogokat jelzi, nem szolgál a cikkben szereplő információk forrásmegjelöléseként.

## Külső hivatkozások
- Timmer, J. (2007) Storing data in molecules: shifting atoms and flipping bits, ars technica online [accessed 8 September 2007]